# Cal Calsot
Cal Calsot és una casa de Montellà i Martinet (Baixa Cerdanya) protegida com a Bé Cultural d'Interès Local.

## Descripció
Cal Calsot és una casa cerdana per definició i per tipologia del segle xviii. Reuneix els diferents elements que caracteritzen la casa tradicional de la Cerdanya.
L'habitatge consta de planta baixa, planta primera, planta segona i golfes. Amb una simetria de les obertures a la façana principal. Té una era, amb el pou, els coms per abeurar, la cisterna d'aigua i el femer. A més té els següents espais de producció: el paller, la cort, el corral, la porquera i el colomer.
Segons els propietaris, Cal Calsot pertany al grup de masia d'estructura clàssica Tipus II subgrup 6, segons l'estudi i classificació de la masia catalana de Danés i Torras de 1933. Presenta estructura de tres cossos a la planta baixa, transformant-se en una estructura de dos a partir de la primera planta.
La casa presenta la façana arrebossada, fet que contrasta amb la resta de construccions que deixen la pedra a la vista. La façana presenta una certa simetria pel que fa a les obertures. L'edifici està construït en pedra calcària local i cobert per teulada a tres vessants.
L'interior de l'edifici presenta tres cossos en planta baixa on es troba la cort i els cellers. Les plantes superiors (primera, segona i cap de casa) s'organitzen seguint la tipologia dels dos cossos, així, la sala no es troba al centre. Els forjats de fusta, les bigues, les posts i entrebigats són els originals. La situació i definició de l'escala també és l'original.

### Paller
La gran arcada de mig punt del paller és l'element més destacable de tot el conjunt de Cal Calsot. En les altres cases cerdanes aquest gran arc es troba a l'interior per sostenir i dividir un gran espai interior com és el cas de Cal Semperí de Puigcerdà.
L'arcada de mig punt fa sis metres d'alçada i set i mig de llum. Actualment està ocupat per les oficines d'una empresa de gestió forestal. La cort està annexada a llevant de la casa i s'ha transformat en habitatge. L'era, com a moltes cases cerdanes, està empedrada amb pedra local plana.